# IQiyi
iQiYi (爱奇艺S), chiamato originariamente QiYi (奇艺S), è una piattaforma di condivisione video in linea di proprietà di Baidu. La piattaforma è diffusa in Cina e nei territori di Macao, Hong Kong e Taiwan.

## Storia
- Il 6 gennaio 2010, Baidu fondò ufficialmente un'azienda di video, con CEO Xun Yu.[1]
- Il 24 febbraio 2010, l'azienda viene ufficialmente denomina in QiYi.[2]
- Il 29 marzo 2010, diventa disponibile la versione di prova di QiYi.[3]
- Il 22 aprile 2010, diventa disponibile la versione ufficiale di QiYi.[4]
- Il 26 novembre 2011, QiYi cambia nome in iQiYi, e l'indirizzo passa da qiyi.com a iQIYI.COM.[4]
- Il 6 maggio 2013, Baidu ha comprato a 3,7 miliardi di dollari il sito PPS, riunendo le aziende di PPS e iQiYi.[5]
- Ad aprile 2017, iQiYi fa un accordo con Netflix, ottenendo i diritti di distribuzione per alcune produzioni originali del servizio streaming mondiale.[6]